# Белковые железы
Белковые железы — железы животных, в выделениях которых содержится белок. К белковым железам относятся околоушная железа у человека, подчелюстная у грызунов, поджелудочная, слёзная и другие.
К белковым железам также относят железы, выделяющие белок яйца. У беспозвоночных, например у слизняков, они представляют самостоятельные выросты половых путей, у позвоночных — это отдельные клетки в стенках половых путей (яйцеводов).